# Суви понор
Суви понор је повремени речни ток и понорница сезонског карактера, дужине 2,1km, површине слива 2,3km². Настајеспајањем мањих повремених токова североисточно од Копане Главице ма западним обронцима Мироча. Воде понора формирале су истоимену пећину дужине 930m, дубине 133m
Након тока по вододржљивим пешчарима и глинцима доњокредне старости, понире испод одсека горњојурских кречњака на 370 м.н.в. Други назив је Пећина код мајстора. У пећинским каналима постоје бројна језера и водопади, као и велика количина механичких и хемијских седимената. Проходни део пећине завршава се сифоном (канал потпуно испуњен водом: Изузев у улазном делу, за пролазак кроз пећину неопходна је спелеолошка опрема и познавање спеолошких техника за савлађивање вертикалних канала.